# Brandon Sanderson

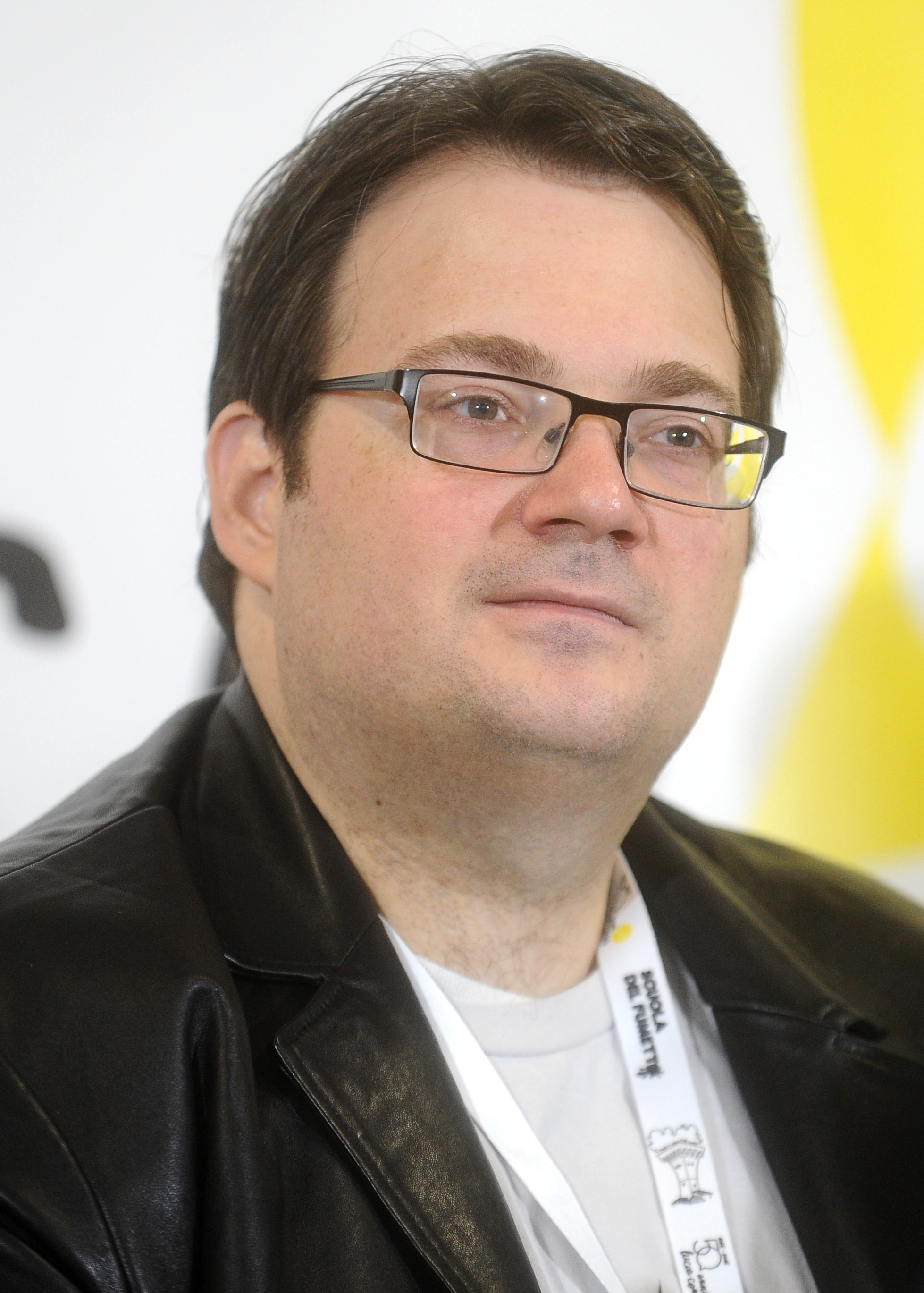
Brandon Sanderson bei der Lucca Comics & Games (Italien 2016)

Brandon Sanderson (* 19. Dezember 1975 in Lincoln, Nebraska) ist ein US-amerikanischer Autor von Fantasy- und Science-Fiction-Literatur. Der überwiegende Teil seines Werkes lässt sich dem Subgenre der High Fantasy zuordnen. Bekannt wurde Sanderson vor allem durch seine Mistborn-Reihe (dt. Nebelgeboren). Er beendete den sehr populären und einflussreichen Zyklus Das Rad der Zeit, nachdem dessen Schöpfer Robert Jordan verstorben war.

## Leben
Brandon Sanderson wurde am 19. Dezember 1975 in Lincoln, der Hauptstadt des US-Bundesstaats Nebraska, geboren und ist dort aufgewachsen. Er ist Mitglied in der Kirche Jesu Christi der Heiligen der Letzten Tage. 1994 begann er ein Studium der Biochemie an der privaten Brigham Young University in Provo, Utah. Die Zeit von 1995 bis 1997 verbrachte er als Missionar für die Kirche Jesu Christi der Heiligen der Letzten Tage in Seoul, Südkorea. Nach seiner Rückkehr brach er das Biochemiestudium ab und schrieb sich stattdessen für Englisch ein. Er schloss das Studium 2004 mit einem Master in Kreativem Schreiben ab. Schon an der Universität beteiligte er sich an dem semiprofessionellen „Leading Edge“-Projekt, einem Science-Fiction-Magazin. Er finanzierte sein Studium durch Arbeit als Nachtportier eines Hotels, was ihm erlaubte, während der Arbeit zu schreiben. In dieser Zeit vollendete er 13 Bücher und bot sie verschiedenen Verlagen zur Veröffentlichung an. Tor Books akzeptierte 2003 sein sechstes Manuskript, den Roman Elantris, und veröffentlichte diesen 2005 als Sandersons Debüt. Seit Juli 2006 ist Sanderson mit Emily Bushman verheiratet. Sie haben drei Söhne und leben in American Fork (Utah).

## Schaffen als Schriftsteller
Nach seinem Debütroman Elantris veröffentlichte Tor Books in den folgenden Jahren Sandersons Trilogie Mistborn, die ab 2009 auf Deutsch beim Heyne Verlag erschien und den Autor auch in Deutschland bekannt machte. 2007 wurde Brandon Sanderson von Harriet McDougal Rigney, der Witwe von Robert Jordan, ausgewählt, den Rad-der-Zeit-Zyklus ihres Mannes zu beenden. Sanderson, der selbst ein großer Fan von Rad der Zeit ist, sagte zu und schloss die Serie bis 2013 mit drei Büchern ab. Sein wohl ambitioniertestes Projekt startete Sanderson 2010 mit dem Buch The Way of Kings. Es ist der erste Band des Stormlight Archive, dessen Handlungsrahmen auf zehn Bücher ausgelegt ist.

### Schreibprozess
Brandon Sanderson gilt als ausgesprochen produktiver Autor, der von sich selbst sagt, dass sein Tagespensum nicht besonders hoch ist, er dieses aber täglich liefert. Er steht dabei gegen Mittag auf und schreibt dann bis etwa 17:00 Uhr. Die anschließende Zeit bis etwa 22:00 Uhr gehört der Familie. Es schließt sich ein zweiter Schreibblock bis 2:00 oder 3:00 Uhr morgens an. So schreibt er bei neuen Werken nach eigener Aussage etwa 100.000 Wörter in drei Monaten. Obwohl er nur an einem neuen Werk gleichzeitig arbeitet, ist es durchaus üblich, dass er währenddessen Revisionen anderer Werke bearbeitet. Zwischen Arbeiten an umfangreichen Büchern schiebt er oft kürzere Werke ein, um sich zu erfrischen. Diese kleineren Projekte geben ihm auch die Möglichkeit, neue und experimentelle Ideen auszuprobieren. Sanderson veröffentlicht auf seiner Homepage, üblicherweise um seinen Geburtstag im Dezember herum, einen längeren Blogpost über den aktuellen Status all seiner Projekte. In diesem „State of the Sanderson“ (in Anlehnung an die State of the Union Address des Präsidenten der Vereinigten Staaten) fasst er die Ereignisse des vergangenen Jahres und die Planungen für die Zukunft zusammen.

### Sanderson’s Laws of Magic
Markenzeichen von Brandon Sandersons Büchern sind sehr gut ausgearbeitete, oft ungewöhnliche Magiesysteme. Bei der Entwicklung dieser Magiesysteme folgt er Regeln, die er selbst Sanderson’s Laws of Magic („Sandersons Gesetze der Magie“) nennt.
1. An author’s ability to solve conflict with magic is directly proportional to how well the reader understands said magic. ‚Die Fähigkeit eines Autors, Probleme mithilfe von Magie zu lösen ist proportional zum Verständnis des Lesers für diese Magie.‘
2. Limitations > Powers ‚Einschränkungen über Kräfte‘
3. Expand what you already have before you add something new. ‚Erweitere das Vorhandene, bevor du etwas neues hinzufügst.‘

In Anlehnung an die Robotergesetze von Isaac Asimov ergänzte Sanderson seine drei Gesetze durch ein nulltes Gesetz:
1. When in doubt, err on the side of awesome. ‚Tendiere im Zweifel in Richtung des Großartigen.‘

### Kosmeer (Cosmere)
Ein Großteil von Brandon Sandersons Romanen spielt im selben Universum, dem Kosmeer. Hier wurde zu Beginn der Handlung die Gottheit Adonalsium getötet und ihre Macht und ihre Intentionen in 16 Teile aufgeteilt, ein Ereignis, das als „shattering“ bezeichnet wird. Diese Teile („shards“ genannt) wurden von anwesenden Personen aufgenommen, die so selbst zu Gottheiten wurden. Die neuen Gottheiten (ebenso als „shards“ bezeichnet) verteilten sich auf verschiedene Planetensysteme des Kosmeers und ihre Konflikte bilden die Rahmenhandlung im Hintergrund. Die Romanreihen spielen dabei auf verschiedenen Planeten des Kosmeers („shardworlds“ genannt) auf denen sich durch den Einfluss der shards unterschiedliche Magiesysteme manifestiert haben. Die Romanreihen besitzen eine vordergründige Handlung und sie sind ohne Kenntnisse um die Vorgänge im Kosmeer lesbar. Sanderson plant etwa 35 Hauptromane im Kosmeer, wobei die Hintergrundhandlung um die Geschichte des Kosmeers im Laufe der Zeit immer mehr in den Vordergrund treten soll, so dass sie bei den abschließenden Romanen die Haupthandlung bilden wird.

### Kickstarter-Crowdfunding
Am 7. Juli 2020 begann Sanderson auf Kickstarter eine Crowdfunding-Kampagne, um eine ledergebundene Ausgabe seines Romans The Way of Kings zu finanzieren. Aufgrund der Länge war eine traditionelle Finanzierung zu diesem Zeitpunkt nur schwer möglich. Das Ziel von 250.000 USD wurde innerhalb von drei Minuten erreicht und das Projekt wurde mit 6.788.517 USD das – bis dahin – erfolgreichste Kickstarter Projekt in der Kategorie Literatur.
Am 1. März 2022 veröffentlichte Sanderson auf seinem Youtube-Kanal ein Video, in dem er bekanntgab, neben seinen bekannten Projekten fünf weitere Bücher im Geheimen geschrieben zu haben, von denen vier quartalsweise im Laufe des Jahres 2023 erscheinen sollen. Das Video erhielt innerhalb von weniger als 24 Stunden mehr als 800.000 Aufrufe. Zeitgleich startete eine Kickstarter-Kampagne, mit der Interessierte die Romane in verschiedenen Paketen erwerben konnten. Innerhalb von weniger als 24 Stunden kam ein Betrag von mehr als 14 Millionen USD zusammen. Das Projekt war bereits am vierten Tag das Projekt mit der höchsten Beitragssumme in der Geschichte der Plattform und erreichte schlussendlich 41.754.153 USD – knapp 20 Mio. mehr, als der bis dahin höchste Betrag.

## Weitere Tätigkeiten

### Lehre
Brandon Sanderson ist Teilzeit-Mitglied der geisteswissenschaftlichen Fakultät der Brigham Young University. Dort bietet er in jedem Wintersemester eine Vorlesung über kreatives Schreiben an. Die Vorlesungen der Jahre 2016, 2020 und 2025 stehen der Öffentlichkeit als Videoaufnahme zur Verfügung.

Zusammen mit Dan Wells, Howard Tayler und Mary Robinette Kowal moderiert er seit 2008 den Schreibratgeber-Podcast Writing Excuses, in dem wöchentlich 15 Minuten lang unterschiedliche Aspekte des Schreibprozesses diskutiert werden.

Seinen eigenen Schreibprozess stellt Sanderson teilweise sehr transparent dar, indem er ausführliche Anmerkungen zu manchen seiner Werke auf seiner Homepage veröffentlicht. Beim Roman Warbreaker ging er sogar so weit, während der Entstehung den gesamten Prozess von den ersten Entwürfen bis zum fertigen Werk online zu dokumentieren.

### Dragonsteel Entertainment
Sanderson gehört außerdem Dragonsteel Entertainment LLC, ein kleines Unternehmen, das ihn bei seiner Arbeit unterstützt. Es beschäftigt Brandon Sandersons private Assistenten und betreibt seinen Webshop. Für einige der kürzeren Werke oder Sonderausgaben tritt das Unternehmen als Verlag auf. Benannt ist es nach dem unveröffentlichten Buch Dragonsteel, das den chronologischen Beginn des Handlungsrahmens im Kosmeer bildet.

## Ehrungen
Brandon Sanderson wurde zweimal für den John W. Campbell Best New Writer Award nominiert. 2011 gewann er den David Gemmell Legend Award für Way of Kings. Sanderson gewann 2013 den Hugo Award für den besten Kurzroman mit The Emperor’s Soul. Writing Excuses gewann im selben Jahr mit der siebten Staffel ebenfalls in der Kategorie 'Best Related Work'. Werke von Brandon Sanderson standen mehrfach an der Spitze der New-York-Times-Bestsellerliste.
Am 2. Mai 2022 wurde ein Asteroid nach ihm benannt: (170910) Brandonsanderson.

## Trivia
Brandon Sanderson ist passionierter Spieler des Sammelkartenspiels Magic: The Gathering und bezeichnet es als sein größtes Hobby. Er tritt auf Conventions gelegentlich in Turnieren gegen seine Fans an.
Sanderson hat als Haustier einen Scharlachara mit dem Namen Magellan, der auch häufig in Videofragestunden, Videointerviews und Ähnlichem auftritt. Laut Sanderson kommt der Ara seinem kindlichen Wunsch nach einem Drachen als Haustier am nächsten.

## Werke

### Kosmeer (Cosmere)

#### Eigenständige Werke
- Warbreaker, Roman, 2009, dtsch. Sturmklänge, Heyne, München 2010, ISBN 3-453-52713-5.
- The Emperor’s Soul, Novelle, 2012, dtsch. Die Seele des Königs, Heyne, München 2014, ISBN 3-453-31524-3 (zusammen mit den Novellen Legion und Infinity Blade, die Klinge der Unendlichkeit).
- Shadows for Silence in the Forests of Hell, Kurzgeschichte, 2013 (ursprünglich erschienen in der Anthologie Dangerous Women von George R. R. Martin und Gardner Dozois).
- Sixth of the Dusk, Kurzgeschichte, 2014 (ursprünglich erschienen in Shadows Beneath: The Writing Excuses Anthology).
- Arcanum Unbounded, Sammlung von Novellen, Kurzgeschichten und Essays, 2016.
- Yumi and the Nightmare Painter, Roman, 2023, dtsch. Yumi and the Nightmare Painter, Knaur, 2025, ISBN 978-3-426-56284-0
- Tress of the Emerald Sea. Roman, 2023, dtsch. Weit über der smaragdgrünen See. Piper, München 2023, ISBN 978-3-492-70668-1.
- The Sunlit Man, Roman, 2023, dtsch. Das Herz der Sonne, Heyne, München 2024, ISBN 978-3-453-27440-2.

#### Elantris
- Elantris, Roman, 2005, dtsch. Elantris, Heyne, München 2007, ISBN 3-453-52167-6.
- The Hope of Elantris, Kurzgeschichte, 2006.

#### Nebelgeboren
Nebelgeboren ist eine Buchreihe innerhalb des Kosmeers, die den Fortschritt einer Fantasywelt zeigen soll. Insgesamt sind Bücher in vier Ären geplant, einer klassischen Fantasy-Ära, einer Ära die etwa der Zeit der Western entspricht, einer Industrie-Ära und einer Raumfahrt-Ära.
Ära 1
- Mistborn: The Final Empire, Roman, 2006, dtsch. Kinder des Nebels, Heyne, München 2009, ISBN 3-453-52336-9.
- Mistborn: The Well of Ascension, Roman, 2007, dtsch. Krieger des Feuers, Heyne, München 2010, ISBN 3-453-52337-7.
- Mistborn: The Hero of Ages, Roman, 2008, dtsch. Herrscher des Lichts, Heyne, München 2010, ISBN 3-453-52338-5. (Neuauflage erschien als „Held aller Zeiten“, 2019, ISBN 3-492-70468-9).
- The Eleventh Metal, Kurzgeschichte, 2011 (ursprünglich erschienen im Rollenspiel Mistborn Adventure Game).
- Mistborn: Secret History, Novelle 2016.

Ära 2
- Mistborn: The Alloy of Law, Roman, 2011, dtsch. Jäger der Macht, Heyne, München 2012, ISBN 3-453-52942-1. (Neuauflage erschien als „Hüter des Gesetzes“, 2023, ISBN 978-3-492-70664-3).
- Allomancer Jak and the Pits of Eltania, Kurzgeschichte, 2014 (ursprünglich erschienen im Rollenspiel Mistborn Adventure Game).
- Mistborn: Shadows of Self, Roman, 2015, dtsch. Schatten über Elantel, Piper, München 2017, ISBN 3-492-70435-2.
- Mistborn: The Bands of Mourning, Roman, 2016, dtsch. Bänder der Trauer, Piper, München 2017, ISBN 3-492-70444-1.
- Mistborn: The Lost Metal, Roman, 2022 dtsch. Metall der Götter, Piper, München 2023, ISBN 3-492-70445-X.

#### The Stormlight Archive (Die Sturmlicht-Chroniken)
Das Stormlight Archive ist eine Buchreihe innerhalb des Kosmeers, die auf zehn Bände ausgelegt ist. Sie soll zwei fünfbändige Handlungsbögen umfassen und bildet eine der Kernerzählungen des Kosmeers. Ergänzt werden die zehn Hauptbände durch mehrere dazwischen spielende Novellen.
- The Way of Kings, Roman, 2010, dtsch. in zwei Bänden.
  - Der Weg der Könige, Heyne, München 2011, ISBN 978-3-453-26717-6.
  - Der Pfad der Winde, Heyne, München 2011, ISBN 978-3-453-26768-8.
- Words of Radiance, Roman, 2014, dtsch. in zwei Bänden
  - Die Worte des Lichts, Heyne, München 2014, ISBN 978-3-453-26747-3.
  - Die Stürme des Zorns, Heyne, München 2015, ISBN 978-3-453-26748-0.
- Edgedancer, Novelle, 2016, veröffentlicht in Arcanum Unbounded., dtsch.
  - Die Tänzerin am Abgrund, Heyne, München 2019, ISBN 978-3-453-31769-7.
- Oathbringer, Roman, 2017, dtsch. in zwei Bänden.
  - Der Ruf der Klingen, Heyne, München 2018, ISBN 978-3-453-27038-1.
  - Die Splitter der Macht, Heyne, München 2019, ISBN 978-3-453-27039-8.
- Dawnshard, Novelle, 2020.
  - Der Splitter der Dämmerung, Heyne, München, 2022, ISBN 978-3-453-32246-2.
- Rhythm of War, Roman, 2020.
  - Der Rhythmus des Krieges, Heyne, München, 2021, ISBN 978-3-453-27273-6.
  - Der Turm der Lichter, Heyne, München, 2021, ISBN 978-3-453-27324-5.
- Wind and Truth, Roman, 2024.
  - Winde und Wahrheit, Heyne, München, 2025, ISBN 978-3-453-27274-3.

#### White Sand
White Sand ist ein unveröffentlichter Roman, den man durch das Abonnieren des Newsletters kostenfrei downloaden kann. Auf Basis dieses Romans wurde eine dreiteilige Graphic Novel produziert, die ab 2016 veröffentlicht wurde.
- White Sand, Vol. 1, Graphic Novel, 2016.
- White Sand, Vol. 2, Graphic Novel, 2018.
- White Sand, Vol. 3, Graphic Novel, 2019.

### Außerhalb des Kosmeers

#### Eigenständige Werke
- Firstborn, Kurzgeschichte, 2008.
- Heuristic Algorithm and Reasoning Response Engine zusammen mit Ethan Skarstedt, Kurzgeschichte, 2012, veröffentlicht in der Anthologie Armored von John Joseph Adams
- The Rithmatist, Roman, 2013.
  - Der Rithmatist., Heyne, München 2015, ISBN 3-453-26986-1.
- Perfect State, Novelle, 2015.
- Snapshot, Novelle, 2017.
- Magic the Gathering: Children of the Nameless, Roman, 2018.
  - Die Kinder des Namenlosen. Heyne, 2020, ISBN 978-3-453-32094-9.
- The Frugal Wizard’s Handbook for Surviving Medieval England. Roman, 2023.
  - Handbuch für den genügsamen Zauberer: Überleben im mittelalterlichen England. Piper, München 2024, ISBN 978-3-492-70665-0.

#### Legion
- Legion, Novelle, 2012, dtsch. Legion, Heyne, München 2014, ISBN 3-453-31524-3 (zusammen mit den Novellen Die Seele des Königs und Infinity Blade, die Klinge der Unendlichkeit).
- Legion: Skin Deep, Novelle, 2014.
- Legion: Lies of the Beholder, Novelle, 2018.

#### Infinity Blade
- Infinity Blade: Awakening, Novelle, 2011 dtsch. Das Erwachen, Heyne, München 2014, ISBN 3-453-31524-3 (zusammen mit den Novellen Die Seele des Königs und Legion).
- Infinity Blade: Redemption, Novelle, 2013.

#### Alcatraz
- Alcatraz Versus the Evil Librarians, Roman, 2007, dtsch. Alcatraz und die dunkle Bibliothek, Heyne, München 2008, ISBN 3-453-52414-4.
- Alcatraz Versus the Scrivener’s Bones, Roman, 2008, dtsch. Alcatraz und das Pergament des Todes, Heyne, München 2008, ISBN 3-453-52415-2.
- Alcatraz Versus the Knights of Crystallia, Roman, 2009, dtsch. Alcatraz und die Ritter von Crystallia, cbj, München 2013, ISBN 978-3-570-40151-4.
- Alcatraz Versus the Shattered Lens, Roman, 2010, dtsch. Alcatraz und die letzte Schlacht, cbj, München 2013, ISBN 978-3-570-40152-1.
- Alcatraz Versus the Dark Talent, Roman, 2016. ISBN 978-0-7653-8140-8
- Alcatraz Versus the Evil Librarians, Roman, 2022, ISBN 978-0-7653-7894-1

#### Das Rad der Zeit-Zyklus
- The Gathering Storm, Roman, 2009, dtsch. in zwei Bänden
  - Der aufziehende Sturm, Piper, Februar 2010, ISBN 3-492-28631-3 und
  - Die Macht des Lichts, Piper, August 2010, ISBN 3-492-28632-1.
  - Gesamtausgabe: Sturm der Finsternis., Piper, April 2016, ISBN 978-3-492-70247-8.
- Towers of Midnight, 2010, Roman, dtsch. in zwei Bänden.
  - Der Traum des Wolfs, Piper 2011, ISBN 3-492-26837-4.
  - Die Türme der Mitternacht, Piper 2011, ISBN 3-492-26838-2.
  - Gesamtausgabe: Mitternachtstürme., Piper, September 2016, ISBN 978-3-492-70228-7.
- A Memory of Light, Roman, 2013, dtsch. in zwei Bänden:
  - Die Schlacht der Schatten, Piper 2013, ISBN 3-492-26825-0.
  - Das Gedächtnis des Lichts, Piper 2013, ISBN 3-492-26826-9.
  - Gesamtausgabe: Das Vermächtnis des Lichts. Piper, 2017, ISBN 978-3-492-70229-4.

#### Reckoners-Reihe (Die Rächer)
- Steelheart, Roman, 2013, dtsch. Steelheart, Heyne, München, 2014, ISBN 978-3-453-26899-9.
- Mitosis, Kurzgeschichte, 2013, dtsch. Mitosis, Heyne, München, 2015, ISBN 978-3-641-17978-6. (als E-Book).
- Firefight, Roman, 2014, dtsch. Firefight, Heyne, München, 2015, ISBN 978-3-453-26900-2.
- Calamity, Roman, 2016, dtsch. Calamity, Heyne, München 2018, ISBN 978-3-453-26901-9.
- Lux: A Texas Reckoners Novel, Hörbuch, 2021, dtsch. Lux, Random House Audio, München 2023, ISBN 978-3-8371-6334-6.

#### Skyward
- Defending Elysium, Kurzgeschichte, 2008, veröffentlicht in der Ausgabe Oktober/November 2008 des Magazins Asimov’s Science Fiction.
- Skyward, Roman, 2018, dtsch. Skyward – Der Ruf der Sterne, Droemer Knaur, München, 2021, ISBN 978-3-426-52686-6.
- Starsight, Roman, 2019, dtsch. Starsight – Bis zum Ende der Galaxie, Droemer Knaur, München, 2022, ISBN 978-3-426-52687-3.
- Cytonic, Roman, 2021, dtsch. Cytonic – Unendlich weit von Zuhause, Droemer Knaur, München, 2023, ISBN 978-3-426-52941-6.
- Sunreach, Novelle mit Janci Patterson, 2021.
- Redawn, Novelle mit Janci Patterson, 2021.
- Evershore, Novelle mit Janci Patterson, 2021.
  - dtsch. Skyward Flight: Sammelausgabe Sunreach – Redawn – Evershore, Droemer Knaur, München, 2023, ISBN 978-3-426-22807-4.
- Defiant, Roman, 2023, dtsch. Defiant – Jenseits der Sterne, Droemer Knaur, München 2024, ISBN 978-3-426-21796-2.

#### Dark One
- Dark One, Vol. 1, Graphic Novel, 2021.

### Hörbücher
Die meisten von Sandersons Werken sind sowohl auf Englisch als auch auf Deutsch als Hörbücher erschienen. Es handelt sich dabei um vollständige Lesungen der jeweiligen Bücher, die als Download erhältlich sind. Im deutschen werden die Rad-der-Zeit-Bände von Helmut Krauss, alle anderen von Detlef Bierstedt gelesen.
2020 kollaborierte Sanderson mit Mary Robinette Kowal für The Original. Im Englischen wurde der Science-Fiction Thriller von Julia Whelan gelesen und von Mainframe veröffentlicht. Die deutsche Ausgabe wurde von Yesim Meisheit gelesen und erschien bei Random House Audio.

### Andere Werke
- Mistborn Adventure Game, Pen-&-Paper-Rollenspiel, Crafty Games, 2011.